# Du hast den Farbfilm vergessen
Du hast den Farbfilm vergessen ist ein Schlager, der 1974 von Michael Heubach komponiert wurde und dessen Text von Kurt Demmler stammt. Nina Hagen interpretierte den Titel mit der Gruppe Automobil. Es war ihr größter Hit in der DDR.

## Geschichte
1974 war die 19-jährige Nina Hagen von der Rockband Automobil als Leadsängerin engagiert worden. Deren Keyboarder Michael Heubach war auch Komponist der Gruppe. Die Komposition Du hast den Farbfilm vergessen entstand durch eine Improvisation am Klavier. Den Text schrieb Kurt Demmler, der bis dahin meist Rocksongs verfasst hatte. Demmlers erste, von der Band verworfene Version lautete etwa Komm, fahr mit mir in die Berge.
Aufgenommen wurde das Lied im Berliner Funkhaus Nalepastraße. Als möglichen Hit hatte die Band allerdings den etwa gleichzeitig entstandenen Rocktitel Was denn vorgesehen, jedoch entschied sich der Rundfunk der DDR für den Farbfilm.
Das Lied erschien 1974 beim staatlichen Plattenlabel Amiga als Single zusammen mit Wenn ich an dich denk. Es erreichte vordere Plätze in Hitparaden und 1975 Platz 40 in der DDR-Jahreshitparade. Das Stück ist damit Hagens größter Hit in der DDR. Heubach erhielt für die Komposition etwa 10.000 Mark der DDR und 500 Deutsche Mark.

## Musik und Text
Das Lied besteht aus einem Intro sowie zwei Strophen, auf die jeweils der Refrain folgt. In der Single-Version dauert das Lied 3:00 Minuten.
Nina Hagen besingt in dem Stück einen Ferienaufenthalt auf der Ostseeinsel Hiddensee mit ihrem Partner „Micha“, auch Michael. Sie ist wütend, weil er das Urlaubsgeschehen nur in Schwarz-Weiß fotografieren kann, da er keinen Farbfilm mitgebracht hat. Auch beim Betrachten des Fotoalbums nach ihrer Rückkehr zeigt sie ihren Ärger und droht Micha erneut an, ihn im Wiederholungsfall zu verlassen. Laut einem Interview mit Michael Heubach bezog sich der Text bei dem im Lied angesprochenen „Micha“ wahrscheinlich auf ihn, da er damals ein Verhältnis mit Hagen hatte. Der Text sei ansonsten frei erfunden, er und Hagen seien nie auf Hiddensee gewesen.
Im Kontrast zum wütenden Text steht die fröhliche Musik, in der neben dem anfangs dominierenden Klavier unter anderem Saxophon und Tuba zu hören sind und in der sich Moll- und Dur-Passagen abwechseln. Hagen singt das Lied mit kräftiger jugendlich-trotziger Stimme.

Laut Hagens Autobiografie Bekenntnisse (2010) ist der Subtext des Liedes eine Anspielung auf die Mangelwirtschaft und die zeitweise Knappheit von Waren des gehobenen Bedarfs in der DDR, weswegen es nicht jederzeit und überall möglich war, sich beispielsweise Ersatz für einen vergessenen Farbfilm zu beschaffen. Hagen selbst sah im Lied ein ironisches Statement zum grauen DDR-Alltag: 

„Es ist Schlager durch Zerstörung von Schlager. Der Farbfilm atmet im Hintergrund das giftige Grau von Bitterfeld und die Tristesse von Leipzig; es spiegelt die Trostlosigkeit der Arbeitswelten zwischen Akkordschraube und Herumlungern an kaputten Maschinen; es spielt im Milieu einer irren Sehnsucht danach, dieser Schwarzweißwelt zu entfliehen, hin zu Orten voll Farbe und Licht. Da sind die kleinen Fluchten in die Natur, ans Meer, an die endlosen Sandstrände der Ostsee – Rügen, Usedom, Hiddensee –, Fluchten ins private Glück, in ein bisschen erotische Freiheit, die zum Guckloch des Paradieses werden. Aber das Paradies wird eingeholt von der banalen Alltagserfahrung in einem Staat, der knattrige, stinkende Plastikautos, beknackte Badeanzüge und Jahr für Jahr zu wenig Farbfilme hervorbringt.“

Martin Machowecz deutet das Lied als realistische Erinnerung an die Verzweiflung von DDR-Bürgern, wenn sie „einen teuren Orwo-Farbfilm aufwendig erstanden […], dann aber zu Hause vergessen“ haben. Der Text enthalte die Mahnung, den Augenblick zu genießen als „beste Methode […], ihn zu bewahren“.

## Rezeption
Du hast den Farbfilm vergessen wurde als eines der bekanntesten Lieder der DDR von zahlreichen Interpreten und Bands gecovert, unter anderem von den Herzbuben (später Die Prinzen), Rockhaus, Goitzsche Front, Paddy's Funeral und Radio Havanna zusammen mit Dritte Wahl. Von AnnenMayKantereit & Die Höchste Eisenbahn wurde das Lied in einer Backstage-Session gecovert, jedoch nicht offiziell veröffentlicht. 2018 veröffentlichte J.B.O. das Lied Du hast dein Smartphone vergessen als Parodieversion des Liedes.

### Zapfenstreich für Merkel
Für ihre Verabschiedung als Bundeskanzlerin am 2. Dezember 2021 wählte Angela Merkel Du hast den Farbfilm vergessen als einen von drei Musiktiteln für die Serenade bei dem zu ihren Ehren veranstalteten Großen Zapfenstreich aus. Dafür schuf Guido Rennert ein Arrangement für Blasorchester.
Die Interpretin Nina Hagen zeigte sich überrascht: „Das ist ein Song mit Text von Kurt Demmler, und dass jedoch der Kurt Demmler ein DDR-„Staatsdichter“ mit Sonderprivilegien war, und später ein wegen systematischem Kindesmissbrauchs verurteilter Sexualstraftäter, der im Gefängnis Selbstmord beging, wird ihr hoffentlich bekannt sein“. Sie wolle dies aber nicht als Kritik an der Kanzlerin verstanden wissen und sich nicht von dem Lied distanzieren: „Mein Publikum kann und soll auch alle Zusammenhänge kennen.“ Nach der medialen Aufmerksamkeit schaffte es das Lied im Dezember 2021 auf Rang sechs der deutschen Single-Trend-Charts.